# Salentin (Wittgenstein)

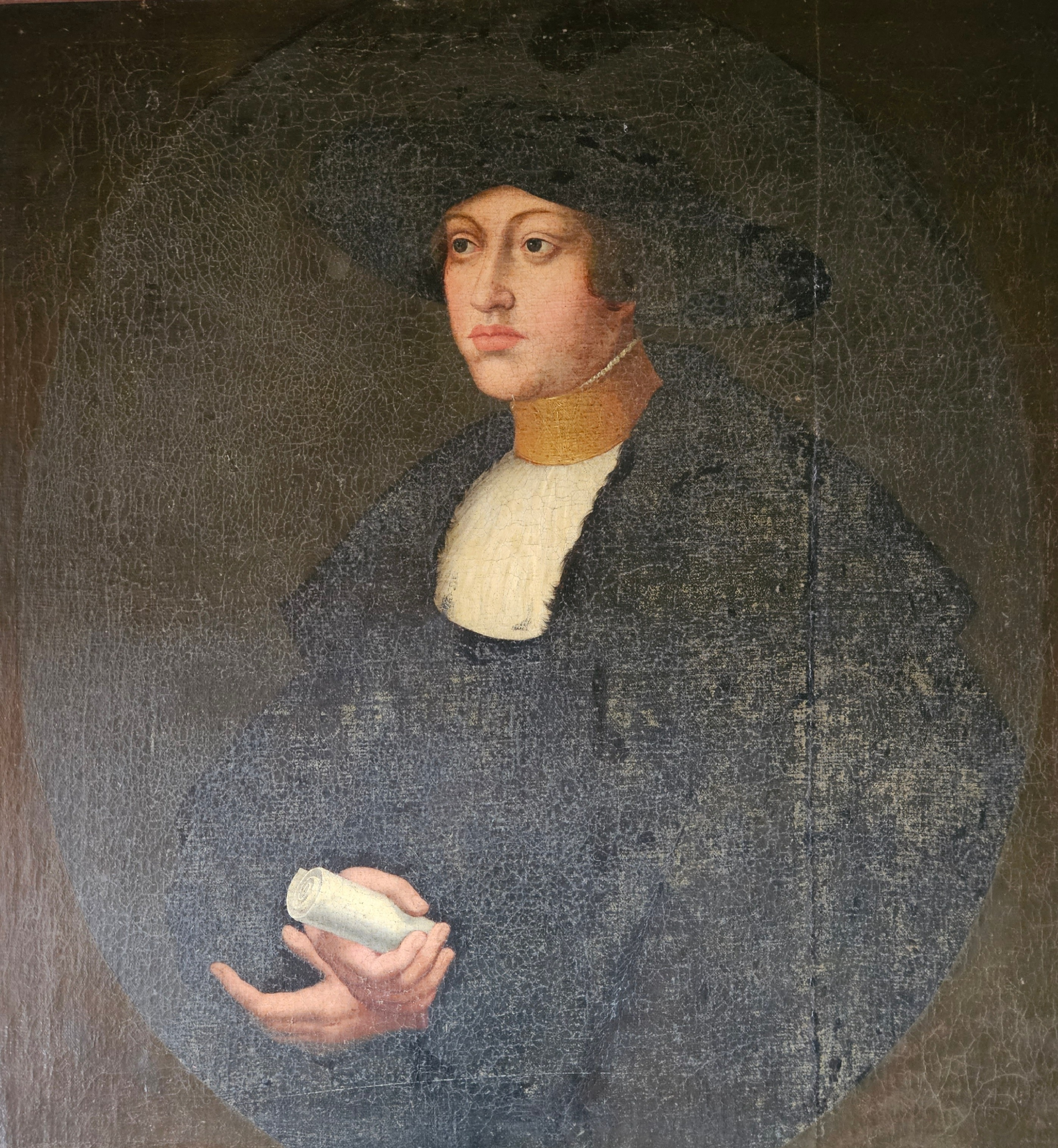
Salentin von Sayn, Graf zu Wittgenstein, Ölporträt, unbek. Maler, ca. 1345. Provenienz: Schloss Berleburg

Salentin von Sayn, Graf zu Wittgenstein (* um 1320 Marienburg ; † 1391) war ein Adliger aus dem Haus Sayn-Homburg, der zunächst als Geistlicher wirkte, dann ab 1361 durch Heirat zum Regenten der Grafschaft Wittgenstein aufstieg und Begründer des Adelsgeschlechts Sayn-Wittgenstein wurde.

## Leben
Salentins Vorfahren gehen im Mannesstamm auf das Haus Sponheim zurück. Gottfried III. (Sponheim) heiratete im Jahr 1202 Adelheid von Sayn († 1263), die Schwester und damit Erbin des letzten Grafen von Sayn, Heinrich III., der 1246/47 ohne Nachkommen verstarb. Später fielen Teile der Grafschaft Sayn an Gottfrieds Sohn Johann I., den Begründer der Linie Sponheim-Starkenburg. Salentins Großvater war Graf Engelbert I. zu Sayn (Engelbert-Linie), dem 1294 die Herrschaft Vallendar zufiel. Aus dem mütterlichen Erbe besaß er die Herrschaft Homburg. Salentins Vater, Goddart I., Graf zu Sayn-Vallendar († 1354) heiratete in erster Ehe Marie von Vollmundstein († 1324) und danach Marie von Dollendorf († 1345). Aus der ersten Ehe Goddarts stammte Salentin von Sayn, dessen Geburt um das Jahr 1320 anzunehmen ist.
Salentin von Sayn betätigte sich zunächst als Geistlicher. Er soll 1344 Pfarrer in Flammersfeld gewesen sein.
Etwa im Jahr 1359 starb Siegfried II. Graf von Wittgenstein, ohne einen männlichen Erben zu hinterlassen. Sein Sohn, Werner IV. von Wittgenstein war kinderlos geblieben und vermutlich vor dem Vater verstorben. Erbin der Grafschaft wurde daher Siegfrieds Tochter Adelheid, die 1345 mit Salentin von Sayn, dem Erben der Herrschaften Vallendar und Homburg die Ehe geschlossen hatte. Zwei Jahre später belehnte Kaiser Karl IV. Siegfrieds Schwiegersohn Salentin von Sayn mit der Grafschaft Wittgenstein. Hierdurch wurde Salentin 1361 durch seine Einheirat zum Regenten der Grafschaft, zog auf Schloss Wittgenstein und nannte sich nach Herkunft und Erwerb nunmehr Salentin von Sayn, Graf zu Wittgenstein. Mit Salentins Regentschaft nimmt das gräfliche Wappen die Form an, die es bis 1605 bewahrt hat. Zu den beiden schwarzen Pfählen auf weißem Grund (ursprüngliches Wappen von Battenberg) trat der goldene, zweischwänzige Löwe auf rotem Hintergrund. Fünf Generationen später werden dem Wappen von Sayn-Wittgenstein unter Ludwig dem Älteren noch die Wappen von Schloss Homburg und der Freusburg zugefügt. In dieser Form ist das Wappen in der Stammlinie Sayn-Wittgenstein-Berleburg bis zur Gegenwart unverändert erhalten.

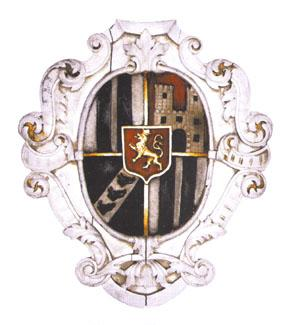
Wappen Sayn-Wittgenstein, seit dem 17. Jahrhundert verwendet von der Stammlinie Sayn-Wittgenstein-Berleburg.

Der Wechsel in der Dynastie brachte durch die aus ihm erwachsenden Fehden der Nachbarn ernste Gefahren für den Fortbestand des Territoriums. Im Laufe seiner Regentschaft ging Salentin auch eine Vielzahl von finanziellen Verpflichtungen ein, die ihn zu Verkäufen eines Teils seiner Besitzungen nötigten. Aber auch erhebliche Pfändungen drückten seinen Etat.
1363 verkaufte er die ehemals Breidenbacher Ortschaften Puderbach, Niederlaasphe, Wisselnbach (aus dem Kontext: Fischelbach) und Hesselbach an den Ritter von Breidenbach für 1600 kleine Gulden.
1363 verpfändete Graf Salentin die Herrschaft Vallendar für 10 000 Gulden an Kurtrier. Seit dem 14. Jahrhundert war somit der Erzbischof von Trier Mitinhaber der Herrschaft Vallendar.
1365 erfolgt die Verpfändung des Kirchspiels Arfeld für 2000 Gulden an Johann von Hatzfeld. Im gleichen Jahr wurde von Salentin die Zeche Banfe mit den vier Ortschaften Bernshausen, Volpershausen, Busch(?) und Herbertshausen für 1200 Schillinge an den Ritter von Breidenbach verpfändet. 1366 pochten die Grafen von Solms auf alte Erbrechte und nahmen Salentin gefangen. Er musste sich mit 3000 Goldgulden von Graf Johann II. von Solms loskaufen und zur jährlichen Zahlung von 60 Gulden an seinen Schwager Dietrich von Solms verpflichten. 1367 erfolgte die Pfändung des halben Schlosses Wittgenstein, der halben Stadt Laasphe und der halben Grafschaft für insgesamt 3430 Goldgulden. Im Jahr 1370 verpfändete Salentin das Schloss Berleburg und die vier umliegenden Kirchspiele Girkhausen, Raumland, Schüllar und Wingeshausen für 1600 Goldgulden an Gontram von Hatzfeld, Kuno von Falkenberg, Otto von Sassen und andere. Doch haben diese Veräußerungen letztlich keinen weiteren Einfluss auf die territoriale Entwicklung gehabt.

## Familie
Salentin von Sayn heiratete 1345 Adelheid, eine Tochter des Grafen Siegfried II. von Wittgenstein und seiner Ehefrau Margarete von Schöneck. Aus der Ehe ging zumindest der Sohn Johann I. († 1412) hervor, der Katharina († um 1421), eine Tochter des Grafen Johann IV. zu Solms-Burgsolms und seiner Ehefrau Gräfin Elisabeth zu Solms-Braunfels, heiratete. Salentins erste Ehefrau Adelheid starb um 1363. Er ging danach noch eine Ehe mit Elsbeth von Ysenburg († vor 1386) ein, aus der zwei Töchter stammen. Salentin resignierte im Jahr 1384 und überließ die Grafschaft seinem Sohn und Erben Johann I., der im gleichen Jahr als Regent bereits das Schloss Richstein als Mannlehen von Landgraf Hermann von Hessen erwarb.
Graf Salentin von Sayn, Graf zu Wittgenstein, der sich in seinen letzten Jahren auf Schloss Homburg zurückzog, starb vermutlich dort im Jahre 1391.